# Plessur (distrikt)
Plessur (distrikt) je distrikt u kantonu Graubündenu u Švicarskoj. Distrikt je površine 266.75 km² i ima 38,851 stanovnika. Ime je dobio po rijeci Plessur koja teče kroz to područje. Ovo mjesta pripadaju tom distriktu:
Okrug Chur:
- Chur

Okrug Churwalden:
- Churwalden
- Malix
- Parpan
- Praden
- Tschiertschen

Okrug Schanfigg:
- Arosa
- Calfreisen
- Castiel
- Langwies
- Lüen
- Maladers
- Molinis
- Peist
- St. Peter-Pagig